# Sechenovpiggane
Sechenovpiggane är en bergstopp i Antarktis. Den ligger i Östantarktis. Norge gör anspråk på området. Toppen på Sechenovpiggane är 2 238 meter över havet.
Terrängen runt Sechenovpiggane är huvudsakligen kuperad, men åt sydost är den platt. Terrängen runt Sechenovpiggane sluttar österut. Trakten är obefolkad. Det finns inga samhällen i närheten. 